# Iambulos
Iambulos (griechisch Ἰάμβουλος Iámbulos, deutsch auch Iambul, Jambulus) war der Protagonist und möglicherweise auch Autor eines antiken utopischen Reiseberichtes oder -romans, der in griechischer Sprache abgefasst war. Die Datierungen für den Text und den Autor schwanken zwischen dem 4. und dem 1. Jahrhundert v. Chr.
Das betreffende Werk ist nicht direkt überliefert, sondern nur fragmentarisch durch eine knappe Zusammenfassung im Geschichtswerk des Diodor erhalten. Dieser Kurzfassung zufolge berichtete in diesem Text ein gewisser Iambulos, er sei als Händler im südlichen Arabien von Äthiopiern gefangen genommen worden. Man habe ihn dann als eine Art Sühneopfer in einem Schiff aufs Meer hinausgeschickt. Er sei – auf dem Indischen Ozean Richtung Osten segelnd – zu einer unbekannten Insel gelangt. Dem gängigen Schema der griechischen Utopie folgend, wird diese Insel als klimatisch ideal und äußerst fruchtbar beschrieben. Die Bewohner der Insel hätten (wortwörtlich) eine gespaltene Zunge, so dass sie zwei Gespräche gleichzeitig führen könnten. Nach sieben Jahren auf dieser Insel sei Iambulos wegen eines nicht näher genannten Delikts verbannt worden und schließlich über Indien und Persien nach Griechenland zurückgelangt.
Es ist unklar, ob Iambulos auch der Verfasser des Textes war und sein Bericht also als autobiographischer Bericht gelten sollte, oder ob ein nicht namentlich bekannter Autor lediglich den Protagonisten seiner fiktiven Geschichte so nannte. Der Name Iambulos wurde teilweise aus dem Semitischen hergeleitet und Iambulos als Angehöriger des Stamms der Nabatäer gedeutet, doch ist auch dies nur eine Vermutung. Aufgrund seiner ungefähren geografischen Angaben wird die von Iambulos beschriebene legendenhafte Insel von einigen Autoren mit tatsächlichen Inseln identifiziert, so mit Sumatra, Sri Lanka, Bali, Sokotra oder Madagaskar. Sollte es sich bei dem Text jedoch um eine reine Fiktion gehandelt haben, erübrigen sich solche Spekulationen.
Lukian von Samosata erwähnte Iambulos in der Einleitung zu seinem Reiseroman Wahre Geschichten, einer Parodie auf unglaubwürdige Reiseberichte, als typischen Autor erfundener Schilderungen über fremde Länder.